# Вівчарик бурий
Вівча́рик бурий (Phylloscopus fuscatus) — вид горобцеподібних птахів родини вівчарикових (Phylloscopidae). Мешкає в Азії. В Україні рідкісний, залітний вид.

## Опис
Довжина птаха становить 12 см, розмах крил 15-20 см, вага 7-8 г. Верхня частина тіла сірувато-коричнева, нижня частина тіла білувата, груди дещо темніші, боки і гузка кремові. Хвіст на кінці округлий. Над очима помітні білі "брови", через очі ідуть темні смуги, навколо очей тонкі білі кільця. Дзьоб короткий, тонкий, гострий, зверху сірий, знизу білуватий. Виду не притаманний статевий диморфізм, у молодих птахів верхнея частина тіла має оливковий відтінок. Голос — різкий "чек", скожий на крик прудкої кропив'янки.

## Підвиди
Виділяють два підвиди:
- P. f. fuscatus (Blyth, 1842) — Сибір, Далекий Схід. Зимують в Південній і Південно-Східній Азії;
- P. f. robustus Stresemann, 1923 — північ центрального Китаю (на північ до пустелі Гобі, на південь до північного Сичуаня) Зимують в Індокитаї.

## Поширення і екологія
Бурі вівчарики гніздяться в Сибіру (на схід від Алтайських гір), на Далекому Сході Росії, на Сахаліні, на півночі Корейського півострова, в Монголії, Північному і Центральному Китаї та на крайньому сході Казахстану. Взимку вони мігрують на південь, де зимують від північної Індії і Непалу до Індокитаю, Малайського півострова і Південно-Східного Китаю, на островах Кюсю, Рюкю, Тайвань, Хайнань і на Андаманських островах. Бродячі птахи спостерігалися в багатьох країнах Європи і Азії, а також на Алясці і в Каліфорнії. Бурі вівчарики живуть в чагарникових заростях на берегах річок, у вологих і заболочених долинах, на луках і узліссях. Уникають густих чагарникових заростей. Живляться комахами та іншими дрібними безхребетними, а також дрібними ягодами. Гніздо кулеподібне з бічним входом, діаметр його становить 12-14 см, а діаметр вхідного отвору 3-4 см. Воно робиться з сухих стебел і моху, встелюється рослинними волокнами і пухом, розміщується в чагарниках, на висоті до 70 см над землею. В кладці від 4 до 6 білих яєць.